# Нанісник
Нані́сник — частина шолома (наголовника), яка захищає голову людини від холодного оружжя, вузька залізна стрічка, яка захищає обличчя від поперечних ударів.

## Історія
Нанісники з'явилися ще до нашої ери, зокрема були частиною низки давньогрецьких шоломів. Були на багатьох східних шоломах, пізніше — на європейських, починаючи з каркасних. Шоломи з нанісником були поширені в Русі та в Західній Азії, у Європі з XIII—XIV століть витісняються заборолами, у деяких країнах їх заміняли маски та напівмаски. У XVI—XVII століттях, коли зменшувалося використання холодного оружжя, у Європі знову починають використовувати шоломи з нанісником. У цей час їхнє значення змінювалося, тому світ переходить до касок.

## Використання
Призначалися для захисту від не надто сильних ударів, але на відміну від інших засобів захисту, майже не погіршували видимість (через стереоскопію) і не заважали дихати.

## Різновиди
Нанісники діляться на нерухомі (жорсткі) і рухомі (ковзні).

### Нерухомі
Прикріплювалися до шолома клепкою або зварюванням, а крім того, могли бути частиною тулії (наголовника), якщо шолом повністю кований. У Європі нанісник був широкої трапецієподібної або прямокутної форми. У Київській державі в XII—XIII століттях зустрічалися шоломи з вигнутими нанісниками з отворами з боків, що служили для кріплення бармиці (ці нанісники сполучені з вирізами навколо очей). Нанісник міг бути поєднаний із напівмаскою, але це вже окремий різновид складових захисту лиця.

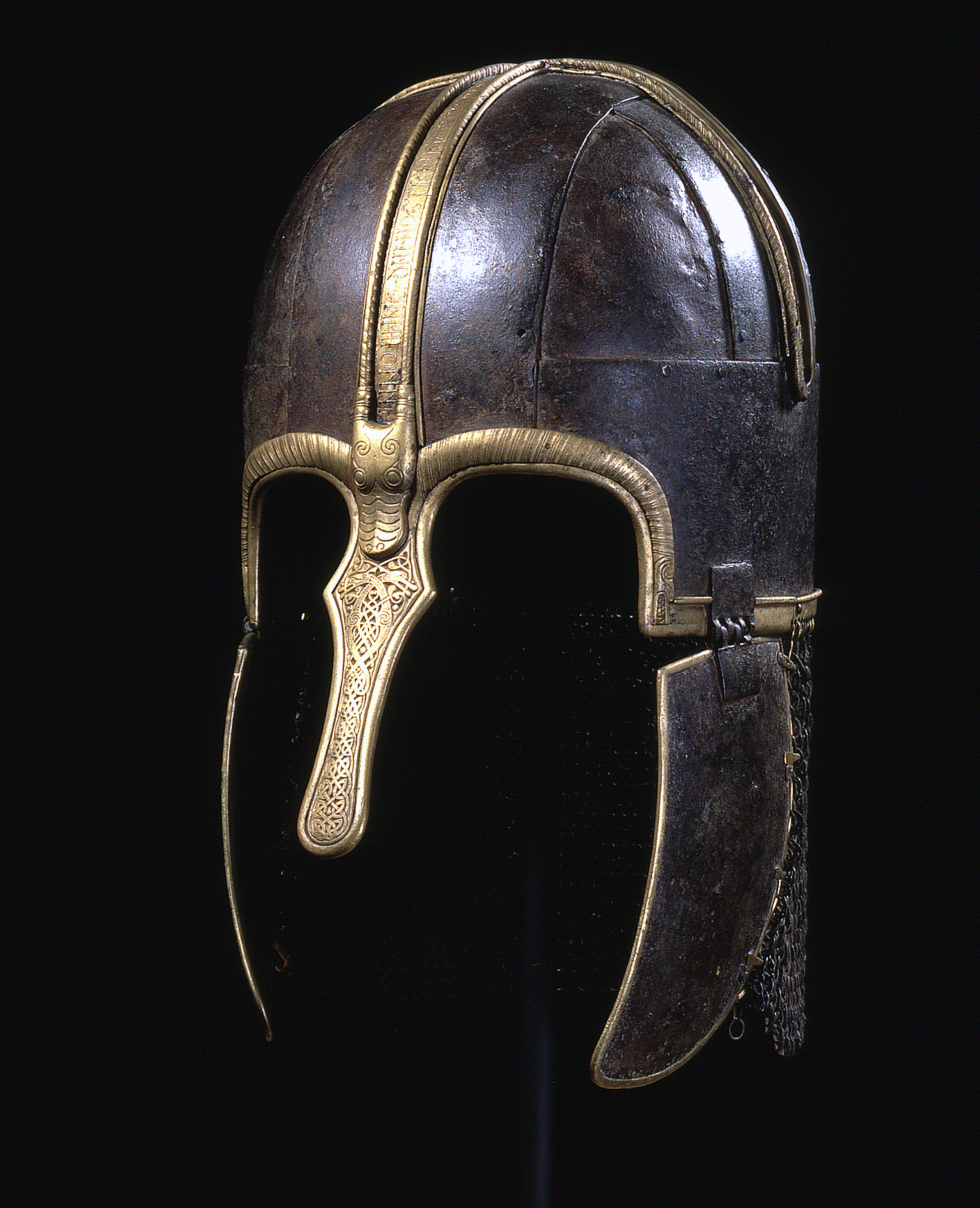
Англосаксонський Коппергейтський шолом[ru] VIII століття
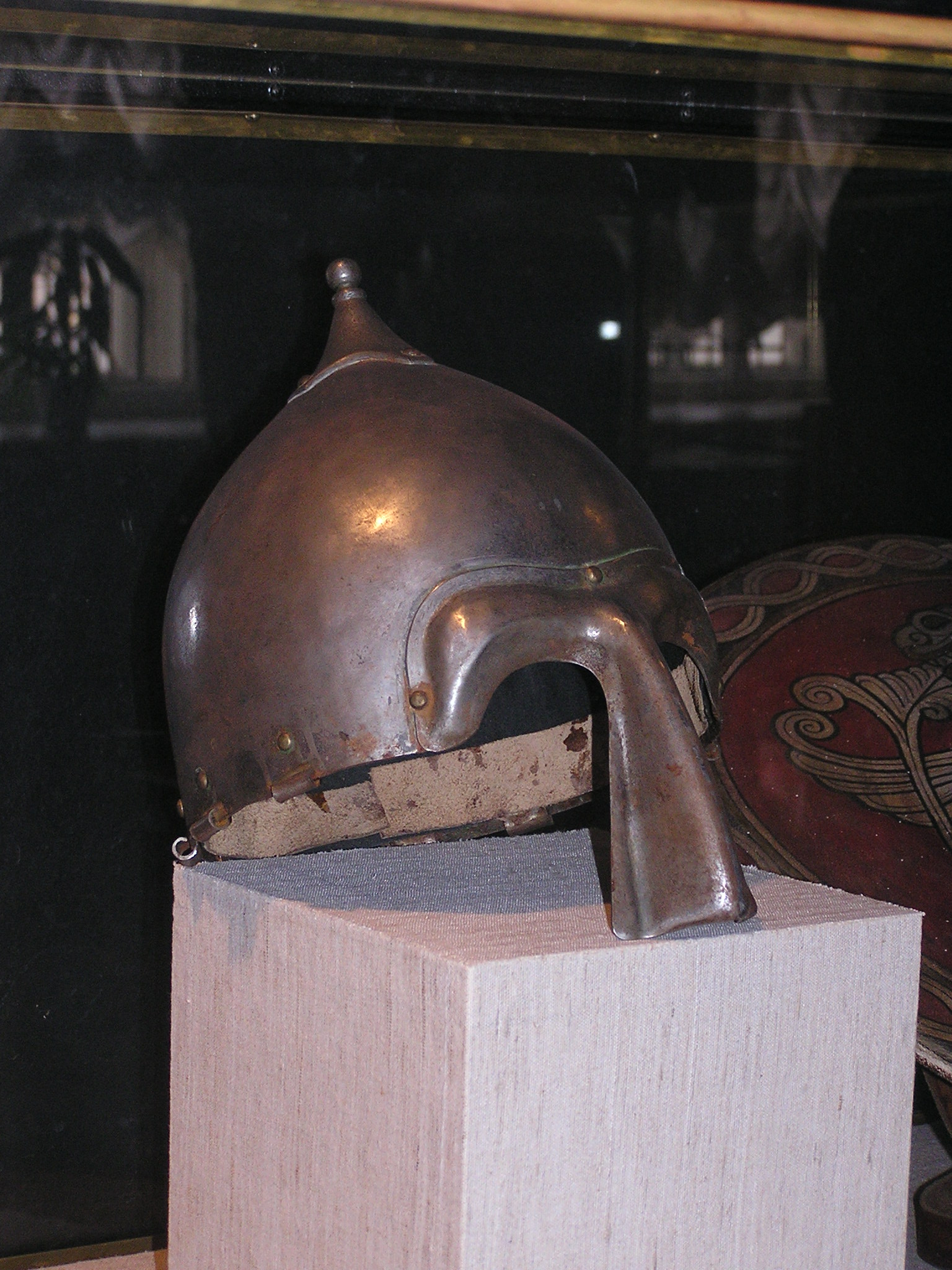
Руський шолом XII—XIII століть
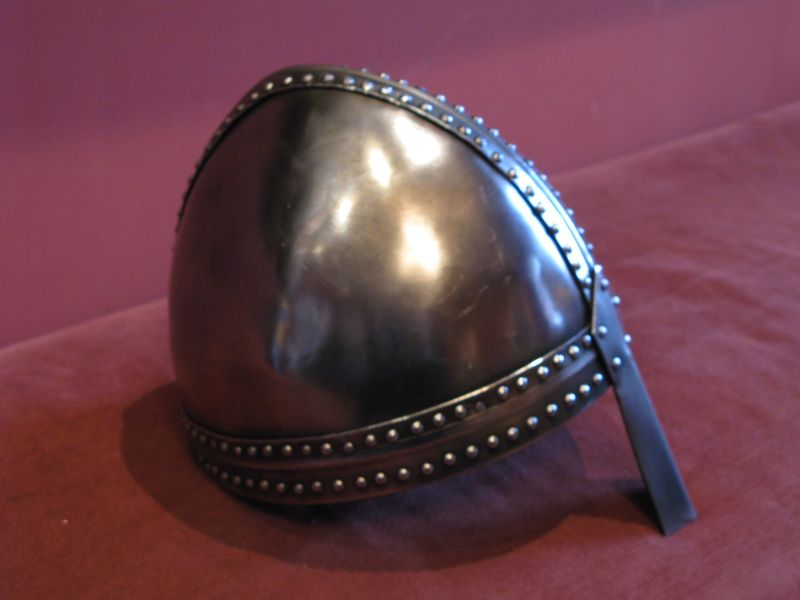
Норманський шолом з приклепаним нанісником

### Рухомі (Відкидні)

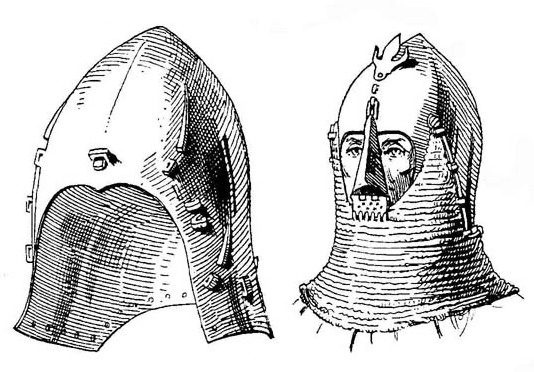
Бацинет з відкидним відстібним нанісником

Цей різновид мав шарнір, що дозволяє відкидати його вгору, і знаходився на окремому кріпленні, що дозволяло відстібати нанісник. Цей вид був лише в Західній і Центральній Європі та знаходився зазвичай у бацинеті, зрідка у черепнику. І той, і інший шолом були призначені для надягання під горшковий шолом, оскільки задля поліпшення огляду горшковий шолом скидався, і лицар залишався в бацинеті або в черепнику.
Схожа будова нанісника була всеохопною та дозволяла за наявності бармиці, прикріпленій до нанісника, відстібнути його, щоб він звисав, а з присутністю нанісника, до якого не прикріплена бармиця, відкидали цей нанісник угору. З появою забрал на це ж місце стали кріпити відкидне забрало нім. klappvisier, що спочатку було схоже на лопату, але потім набув загостреного вигляду, що називається нім. hundsgugel. Причому один і той же шолом міг використовуватися як із нанісником, так із забралом. Зазвичай забрало пристібали для бою, а нанісник — для турніру, бо на турнір продовжували надягати не бацинет із забралом, а врочистий горшковий шолом, прикрашений геральдичними фігурами, під який одягали бацинет із нанісником. Словом нім. visier спочатку називали не забрало, а відкидний нанісник, забрало ж, що називалося нім. klappvisier, вважалося різновидом нанісника. Зі зникненням горшкових шоломів зникли й бацинети з подібними нанісниками, а слово нім. visier стало означати винятково забрало.

### Ковзні
З'явилися приблизно в XIV столітті в Азії. Ці нанісники можна було підіймати й опускати, частіше вони прикріплювалися за допомогою гвинта. Іноді вони проходили крізь козирок. Пізніше цей різновид пошириться в Східній, а в XVII столітті — Західній Європі. Зазвичай цей нанісник був вузькою смугою, але в Польщі лопатоподібний розширювався до низу, майже повністю закриваючи обличчя. 

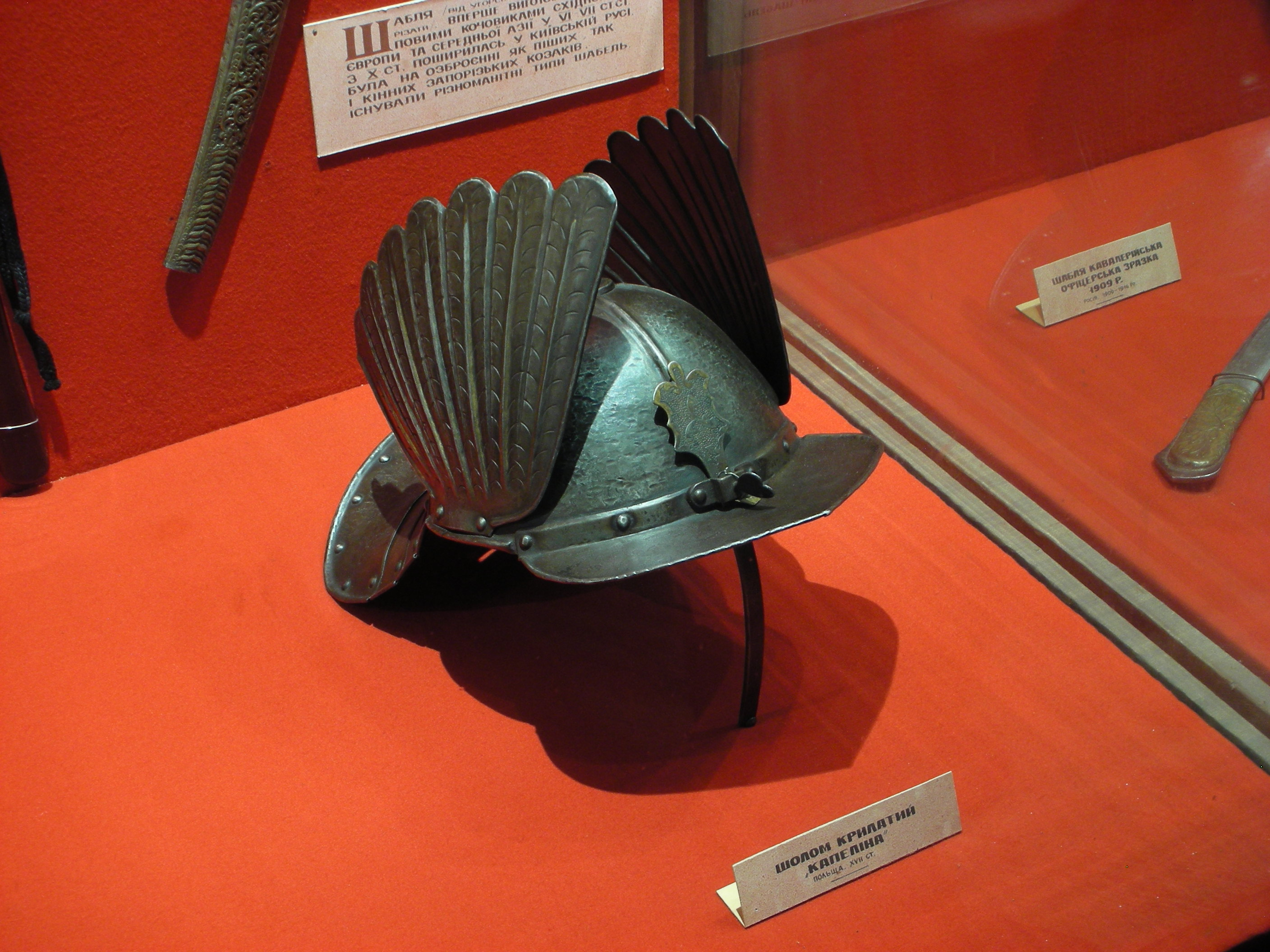
Польська капеліна XVII століття
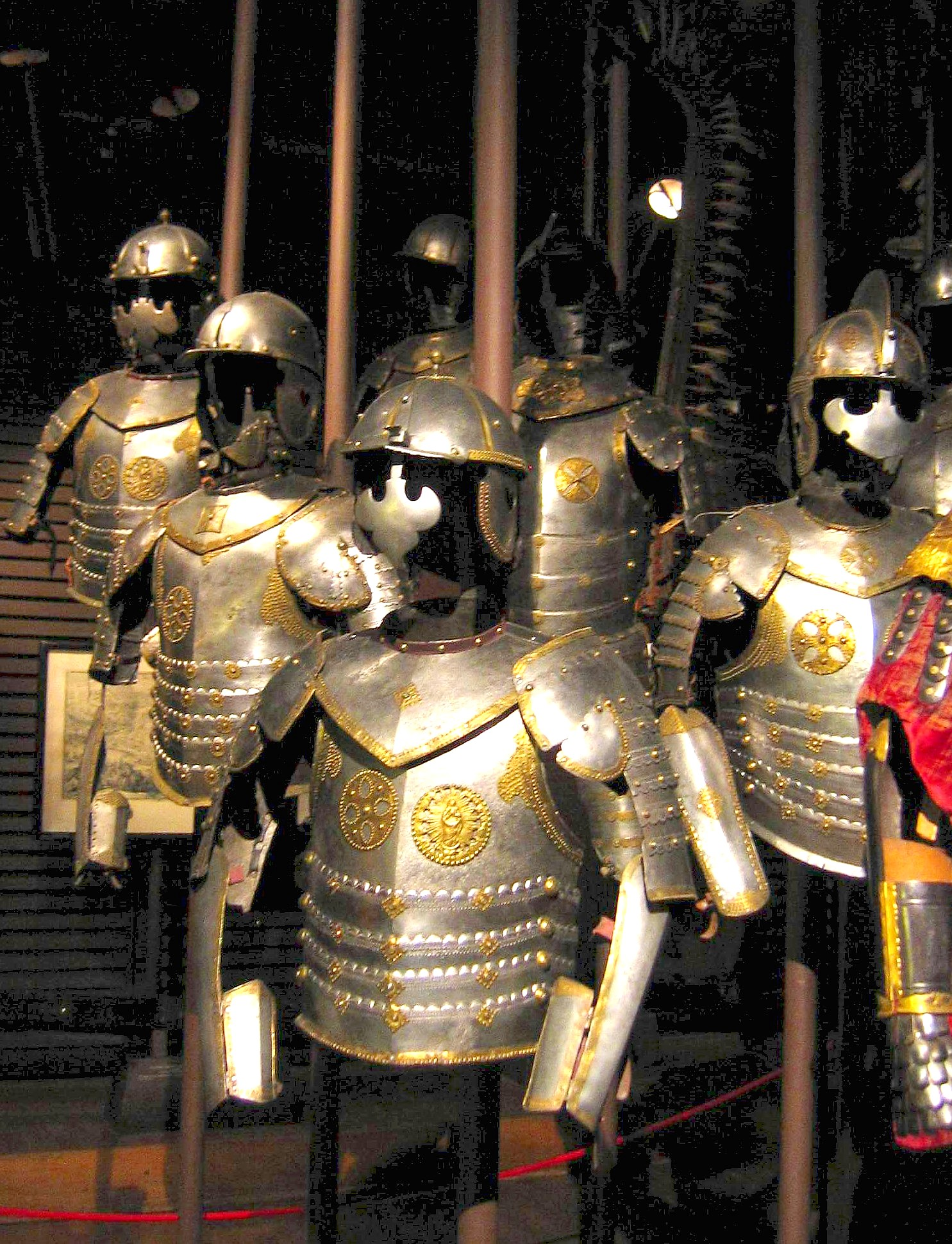
Польські гусарські обладунки XVII століття з капелінами, з нанісниками у вигляді масок

### Загальні посилання
1. ↑  Кирпичников А. Н., «Древнерусское оружие. Выпуск 3. Доспех, комплекс боевых средств IX—XIII вв.», Издательство «Наука», 1971.
2. ↑  Висковатов А. В., «Историческое описание одежды и вооружения российских войск», ч.1.
3. ↑  Мир ролевых игр | Статьи. rol.in.ua. Процитовано 22 червня 2021.

### Зауваги
1. ↑  зазвичай так робили після удару спису для переходу в бій на мечах
2. ↑  для чого його кріпили ланцюгами до бригантини, а за скрутного становища лицаря просто до поясу, оскільки в цьому випадку на кольчузі він одягав не бригантину, а іншу (коротшу) кольчугу, а то й просто стьобанку (ще одна стьобанку обов'язково надягали під кольчугу для пом'якшення — незалежно від гаманця лицаря)
3. ↑  у ранішу добу лицар, який скинув горшковий шолом, залишався лише в кольчужному капюшоні (під яким був стьобаний чіпець)